# Кираш, Михаэла
Михаэла Кираш (рум. Mihaela Chiraş, 8 ноября 1984, Петрошани, Трансильвания) — румынская саночница, выступающая за сборную Румынии с 2005 года. Участница зимних Олимпийских игр в Ванкувере, многократная призёрша национального первенства.

## Биография
Михаэла Кираш родилась 8 ноября 1984 года в городе Петрошани, регион Трансильвания. Активно заниматься санным спортом начала в возрасте четырнадцати лет, в 2005 году прошла отбор в национальную сборную и стала принимать участие в различных международных соревнованиях. В сезоне 2006/07 дебютировала на этапах взрослого Кубка мира, заняв в общем зачёте тридцать восьмое место, кроме того, впервые поучаствовала в заездах взрослого чемпионата Европы, показав на трассе немецкого Винтерберга двадцать восьмой результат. На чемпионате мира в австрийском Иглсе была тридцать третьей.
В 2008 году на мировом первенстве в немецком Оберхофе Кираш пришла к финишу двадцать восьмой, на чемпионате Европы в итальянской Чезане была двадцать первой, а после завершения всех кубковых этапов расположилась в рейтинге сильнейших саночниц мира на двадцать девятой строке. Через год была на Кубке мира тридцать восьмой, ещё через год — тридцать четвёртой. Благодаря череде удачных выступлений удостоилась права защищать честь страны на зимних Олимпийских играх 2010 года в Ванкувере, после первой попытки шла двадцать восьмой, но во время второй потерпела крушение и не добралась до финиша.
На чемпионате мира 2011 года в Чезане заняла двадцать четвёртое место женского одиночного разряда, тогда как в Кубке мира была двадцать четвёртой. В следующем сезоне попадала в основной состав сборной лишь изредка и пропустила некоторые кубковые этапы, поэтому в общем зачёте расположилась только на сорок седьмой позиции. Ныне Михаэла Кираш живёт и тренируется в городе Петрила, в свободное от санного спорта время любит играть в футбол и слушать музыку.